# Polygala hebeclada
Polygala hebeclada är en jungfrulinsväxtart som beskrevs av Dc.. Polygala hebeclada ingår i släktet jungfrulinssläktet, och familjen jungfrulinsväxter. Utöver nominatformen finns också underarten P. h. impensa.